# Boveresse
Boveresse est une localité de la commune de Val-de-Travers et une ancienne commune suisse du canton de Neuchâtel, située dans la région Val-de-Travers.

## Géographie
Boveresse se trouve dans la région et ancien district du Val-de-Travers. La commune de Boveresse était voisine des communes de La Brévine, Saint-Sulpice, Fleurier, Môtiers et Couvet. Le territoire de l'ancienne commune de Boveresse compte par ailleurs une glacière naturelle, la glacière de Montlési, et un arbre vieux de 600 ans, le vieux tilleul des moines.

## Population

### Surnoms
Les habitants de la localité sont surnommés les Grenouillards et les Embourbés.

### Démographie
La population du village de Boveresse a augmenté pendant le dix-neuvième siècle, puis a baissé au vingtième siècle, avant de progresser à nouveau à partir de 1990.
| Année | Habitants |
| ----- | --------- |
| 1750  | 264       |
| 1850  | 441       |
| 1900  | 577       |
| 1950  | 388       |
| 1990  | 352       |
| 2000  | 363       |
| 2007  | 390       |

## Histoire
Sous l'Ancien Régime, Boveresse dépend du prieuré Saint-Pierre à Môtiers, puis de la châtellenie du Val-de-Travers. Elle appartient par ailleurs, avec Buttes, Couvet, Fleurier, Môtiers et Saint-Sulpice à la corporation des Six Communes qui gèrent ensemble un marché et des forêts.
En 1860, Boveresse est reliée au réseau de chemin de fer.
Boveresse a fusionné le 1er janvier 2009 avec huit autres communes (Buttes, Couvet, Fleurier, Les Bayards, Môtiers, Noiraigue, Saint-Sulpice et Travers) pour former la commune de Val-de-Travers.

## Politique
Avant sa fusion avec les autres communes du Val-de-Travers, Boveresse était dotée d'un organe exécutif, le Conseil communal, et d'un organe législatif, le Conseil général. Les quinze, puis treize à partir de 2000, membres du Conseil général étaient élus au suffrage universel. Les membres du Conseil communal étaient élus par le Conseil général.

## Religion
Boveresse forme une paroisse commune avec Môtiers dès le XVIe siècle. Cette situation a perduré après la construction d'une chapelle à Boveresse en 1768.

## Culture et tourisme

### Bâtiments
Boveresse abrite une bâtisse appelée "la maison des chats", construite en 1777, dont le nom vient des deux chats qui se font face au balconet du premier étage. Le jardin baroque a été rénové entre 2007 et 2009 et les différentes plantes qui entrent dans la composition de l'absinthe y sont cultivées. La "maison des chats" abrite aussi une distillerie.
Il est également possible de visiter un ancien séchoir à absinthe.

### Itinéraires touristiques et routes historiques
Boveresse est une localité suisse traversée par la Route de l'absinthe, itinéraire culturel et touristique reliant Pontarlier, dans le département français du Doubs, à Noiraigue dans le Val-de-Travers.
Boveresse est par ailleurs située sur le tracé du vy aux Moines qui relie La Brévine à Montbenoit, dans le département français du Doubs, en passant par Môtiers et Boveresse,.

### Fête de l'absinthe
Depuis 1997, la Fête de l'absinthe est organisée chaque année. Les visiteurs ont l'occasion de rencontrer des distillateurs, de visiter le séchoir, de déguster de l'absinthe et des produits du terroir.
Depuis 2018, la traditionnelle "Fête de l'absynthe" a laissé sa place à "L'absynthe en fête". Une célébration durant laquelle il est possible de visiter plusieurs distilleries du Val-de-Travers, la Maison de l'Absinthe à Môtiers ou encore le Séchoir à absinthe à Boveresse, à la manière des "caves ouvertes". 